# Ovis canadensis nelsoni
Cừu sừng lớn sa mạc (Danh pháp khoa học: Ovis canadensis nelsoni) là một phân loài của loài cừu sừng lớn Bắc Mỹ (Ovis canadensis) được tìm thấy ở sa mạc Tây Nam Hoa Kỳ và các vùng phía bắc của México. Các tên gọi pháp danh ba phần của phân loài này nhằm tưởng niệm các nhà tự nhiên học người Mỹ có tên là Edward William '''Nelson''' (1855-1934).
Các đặc trưng và hành vi của cừu sừng lớn sa mạc cũng thường giống như những con cừu sừng lớn khác, ngoại trừ trường hợp những tập tính khá đặc biệt để thích ứng với tình trạng thiếu nước trong sa mạc khô hạn, đặc biệt là những con cừu sừng lớn sa mạc có thể đi trong thời gian dài trong suốt quãng thời gian mà không có nước uống.
Quần thể các con cừu sừng lớn sa mạc đã phản ứng rất quyết liệt với sự xâm thực của thực dân châu Âu ở khu vực đầu Tây Nam trong thế kỷ 16. Sự giảm sút đã được diễn ra theo sau bởi một thời kỳ ổn định quần thể được cho là do các biện pháp bảo tồn đã được thực thi. Năm 2004, số lượng cừu sừng lớn sa mạc vẫn còn rất thấp, mặc dù xu hướng chung của quần thể phân loài này đã tăng lên kể từ năm 1960.

## Đặc điểm
Cừu sừng lớn sa mạc có quê hương trên những dãy núi cao và sa mạc miền tây nam nước Mỹ và bắc Mehico. Chúng thích ở vùng nhiều đá lại sẵn nước, tránh các nơi có rừng. Trong thiên nhiên bầy cừu sừng lớn bao giờ cũng chỉ toàn cừu cái và cừu con. Khi được 2 tuổi, cừu đực tự động tách khỏi bầy và tập hợp thành nhóm các con đực độc thân. Khi cừu đực trưởng thành, sừng của chúng xoắn lại và nặng tới 1/3 toàn trọng lượng cơ thể. Cừu cái sừng nhỏ hơn nhiều. Chúng mắt tinh, tai thính và leo trèo rất giỏi trên núi đá. 

### Mô tả

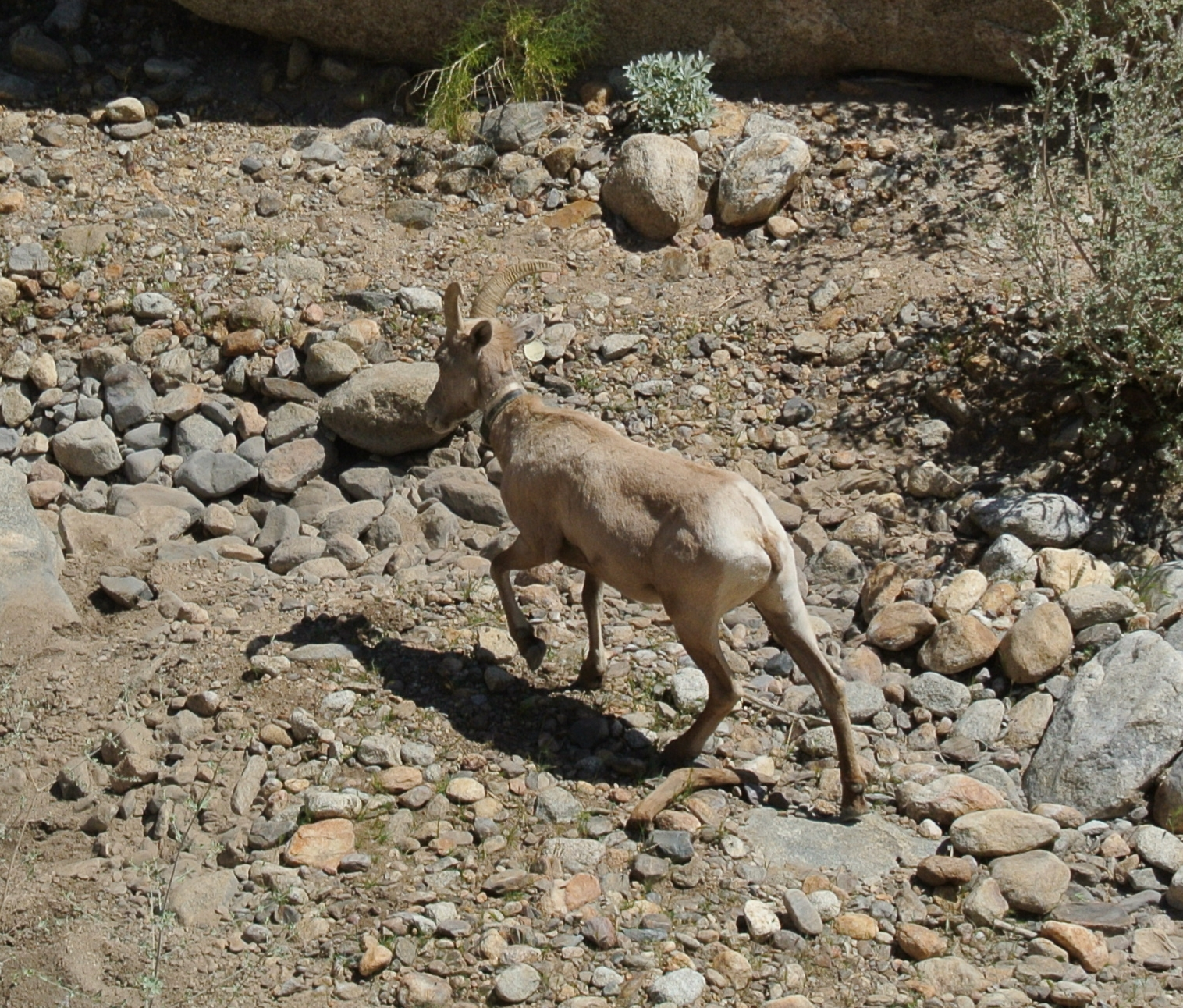
Một con cừu trong sa mạc

Những con cừu sừng lớn sa mạc có thân hình chắc nịch, và tấm thân nặng nề, kích thước của chúng có thể tương đương những con con con nai tai la (Mule deer). Trọng lượng của một con cừu đực trưởng thành khoảng 115-280 pounds (55-90kg), trong khi con cừu cái có phần nào nhỏ hơn. Do móng guốc đàn hồi lõm độc đáo của chúng, cừu sừng lớn sa mạc có thể leo lên dốc, địa hình núi đá của dãy núi sa mạc với tốc độ và sự nhanh nhẹn. Chúng dựa vào thị lực và quan sát để phát hiện những kẻ săn mồi tiềm năng, như sư tử núi, chó sói, và linh miêu, và chúng sử dụng khả năng leo trèo đại tài của mình để trốn thoát.
Cả hai giới phát triển sừng ngay sau khi sinh, với sự tăng trưởng tiếp tục của chiếc sừng nhiều hơn hoặc ít hơn trong suốt cả cuộc đời. Những con cừu đực già có bộ sừng đầy ấn tượng với chiếc sừng uốn cong dài trên ba chân với nhiều hơn một bàn chân của chu vi. Các con cừu cái sừng nhỏ hơn và nhẹ hơn và không có xu hướng cuộn tròn. Sau tám năm phát triển, những cái sừng của một con đực trưởng thành có thể nặng hơn 30 pounds. Vòng sừng sẽ cho thấy sự phát triển hàng năm cho thấy độ tuổi của con vật. Các con cừu đực có thể chà sừng của mình để cải thiện.
Cả con đực và con cừu cái dùng như những công cụ để phá vỡ cây xương rồng để mở banh cây xương rồng ra cung cấp thức ăn và nước cho chúng và sử dụng sừng trong chiến đấu. Cừu sừng lớn sa mạc thường sống khoảng 10-20 năm. Các chế độ ăn điển hình của một con cừu sừng lớn sa mạc chủ yếu là các loại cỏ. Khi cỏ không dùng được nữa hay không có đủ cỏ cho chúng, chúng chuyển sang các nguồn thức ăn khác, chẳng hạn như sedges, forbs, hoặc xương rồng.

### Tập tính

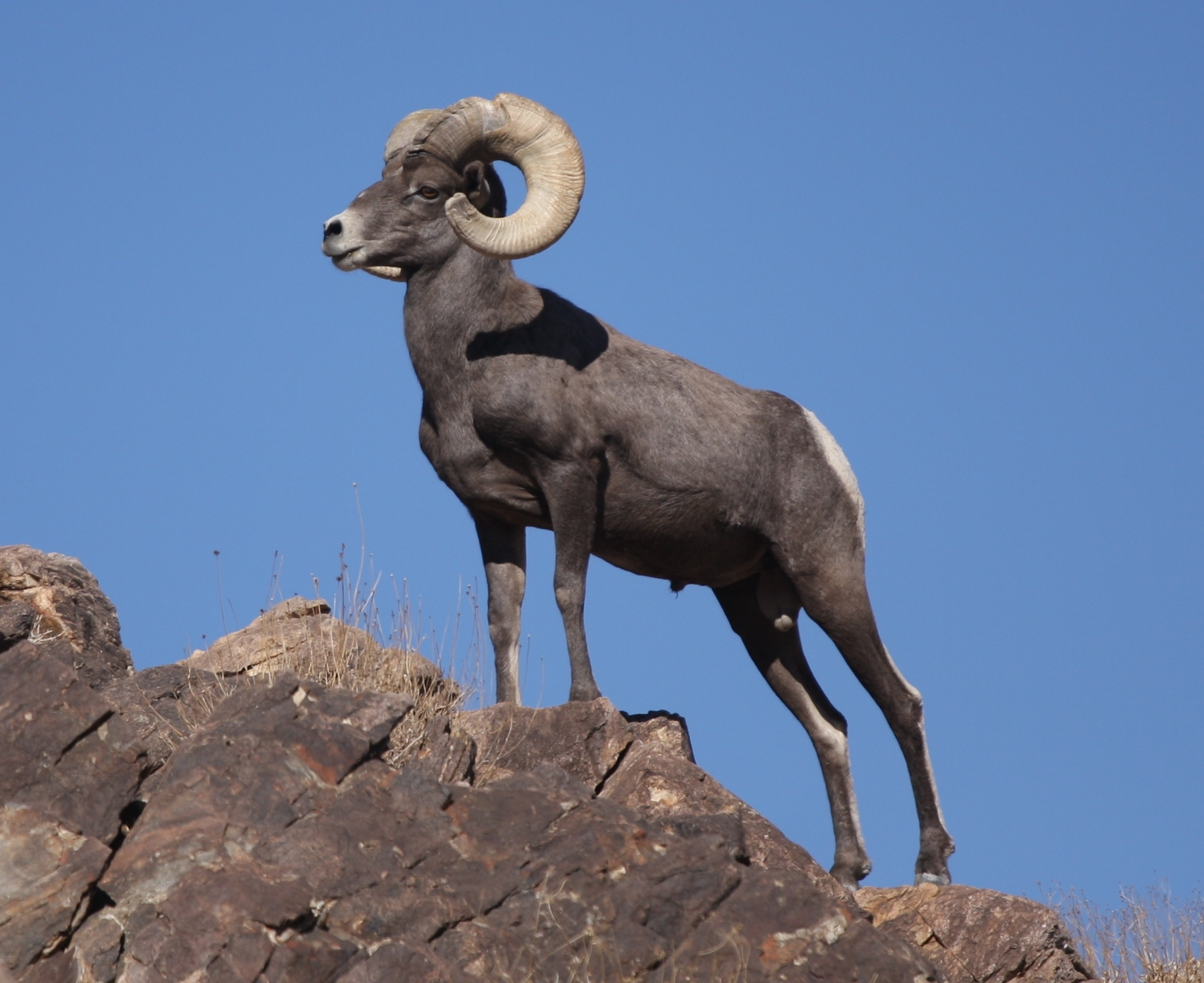
Một con cừu sừng lớn sa mạc oai vệ trên mỏm núi đá

Những con cừu sừng lớn sa mạc là động vật xã hội, chúng tạo thành đàn từ tám đến 10 cá thể, đôi khi những đàn lên đến 100 cá thể đã được quan sát thấy. Những con cừu đực chiến đấu với nhau là để xác định con vật chiếm ưu thế, mà sau đó sẽ giành quyền sở hữu những con cừu cái. Khi đối mặt với nhau trong một cuộc chiến không khoan nhượng, những con cừu đực sẽ phi đầu vào nhau, tộng đầu vào nhau từ khoảng cách 20 ft (6,1 m) trở lên, chúng đâm sừng lớn cùng với tác động to lớn tạo thành những âm thanh khô khốc, cho đến khi chấm dứt một lực đánh và bắt đầu lại.
Những con cừu đực và những nhóm cừu cái sống chung trong một nhóm riêng biệt của năm. Chúng sẽ lập thành đàn trong mùa sinh sản (thường là tháng bảy tới tháng Mười), nhưng có thể xảy ra bất cứ lúc nào giống trong sa mạc do điều kiện khí hậu phù hợp, chúng không bỏ qua cơ hội lập đàn. Thời gian mang thai của con cừu cái kéo dài 150-180 ngày và các con chiên con thường ra đời vào cuối mùa đông.
Những con cừu sừng lớn sa mạc đã trở nên thích nghi với cuộc sống ở nhiệt độ cao trên sa mạc vào ban ngày và cái lạnh thấu xương vào ban đêm không giống như hầu hết các động vật có vú, nhiệt độ cơ thể của chúng có một cách an toàn có thể dao động vài độ. Trong cái nóng của ngày, chúng thường nghỉ ngơi trong bóng mát của cây và núp trong các hang động. Những con cừu sừng lớn sa mạc ở phía nam thích nghi được với môi trường núi sa mạc với rất ít hoặc không có nước một cách vĩnh viễn. Một số có thể đi mà không cần đến nước trong nhiều tuần hoặc nhiều tháng, duy trì độ ẩm cơ thể của chúng từ nguồn thức ăn và nước mưa được thu thập trong hồ đá tạm thời.
Khi cơn khát kéo dài, chúng có thể có khả năng bị mất đến 30% trọng lượng cơ thể của chúng mà vẫn còn tồn tại. Sau khi uống nước, chúng nhanh chóng phục hồi thể trạng từ tình trạng mất nước triền miên của chúng. Sinh thái học động vật hoang dã chỉ đang bắt đầu nghiên cứu tầm quan trọng của chiến lược thích ứng này, điều đó cho phép các nhóm nhỏ của cừu sừng lớn sa mạc để tồn tại trong khu vực quá khô đối với nhiều loài thú ăn thịt của chúng.

## Bảo tồn
| Bang       | 1960        | 1993          |  |
| ---------- | ----------- | ------------- |  |
| Arizona    | 3,000-3,500 | 6,000         |  |
| California | 2,140-2,450 | 4,300-4,325   |  |
| Colorado   | 0           | 475           |  |
| Nevada     | 1,500-2,000 | 5,294         |  |
| New Mexico | 400-500     | 295           |  |
| Texas      | 25          | 401           |  |
| Utah       | Không TK    | 2,200-2,250   |  |
|            |             |               |  |
| Tổng       | 7,065-8,475 | 18,965-19,040 |  |

Số lượng các con cừu sừng lớn sa mạc ở Bắc Mỹ trong thời nguyên sơ là không rõ ràng bao nhiêu, nhưng nhiều khả năng là lên đến hàng chục ngàn. Năm 1929, ET Seton ước tính số lượng chúng vào thời tiền Columbo của tất cả các phân loài cừu sừng lớn tại Bắc Mỹ từ khoảng 1,5-2,0 triệu. Năm 1960, tuy nhiên, dân số cừu sừng lớn tổng thể tại Hoa Kỳ, trong đó có sừng lớn sa mạc, đã giảm xuống còn 15.000 -18.200 cá thể.
Buechner ghi nhận việc giảm lớn từ những năm 1850 đến những năm đầu thế kỷ 20. Sự giảm sút là do săn bắn quá mức, cạnh tranh và các bệnh từ gia súc nhà, đặc biệt là cừu nhà đã truyền rất nhiều bệnh cho chúng và chúng không thể đề kháng trước những căn bệnh lạ do gia súc nhà truyền cho, việc soán ngôi của khu vực và phạm vi quan trọng bởi các hoạt động của con người như việc tưới tiêu và thay đổi môi trường sống của con người gây ra.
Năm 1939, sau khi có cuộc vận động mạnh bởi ông Frederick Russell Burnham và hiện hội hướng đạo Arizona Boy Scouts, Tổng thống Mỹ Franklin D. Roosevelt đã buộc phải ký một Quyết định thành lập hai khu vực sa mạc ở phía tây nam bang Arizona để giúp bảo tồn sa mạc cừu sừng lớn sa mạc là khu Cabeza Prieta National Wildlife Refuge và National Wildlife Kofa Refuge. Trong năm 1941, San Andres National Wildlife Refuge ở New Mexico đã được bổ sung thêm.
Quần thể cừu sừng lớn Sa mạc lại đang có xu hướng tăng kể từ thập niên 1960 khi dân số của chúng đã được ước tính khoảng 6,700-8,100 con. Xu hướng tăng là do các biện pháp bảo tồn, bao gồm cả bảo tồn môi trường sống. Năm 1980, quần thể cừu sừng lớn sa mạc ước tính đạt 8,415-9,040 con. Một cuộc khảo sát do nhà nước đã được tiến hành một vài năm sau đó và ước tính số lượng cừu sừng lớn sa mạc tổng thể tại 15.980 cá thể. Năm 1993 ước tính số lượng là 18,965-19,040 cá thể.
Tại miền nam California, vào năm 1998, chỉ có 280 cá thể của phân nữa tổng số cừu sừng lớn vẫn còn, và tổng số đã được thêm vào danh sách các loài bị nguy hiểm nhất của Hoa Kỳ. Tổng số trong ba quận phía Nam đã phải chịu đựng rất nhiều bệnh tật, phát triển, và ăn thịt. Tính đến năm 2008, khoảng 800 cá thể được cho là cư trú ở vùng hẻo lánh của sa mạc từ biên giới Mỹ-México đến vùng núi San Jacinto, với dân số được biết đến trong khu vực Anza-Borrego Desert State Park. Những thành tựu này, kết hợp với các chính sách của chính quyền tổng thống Bush, việc tuyên truyền về động vật hoang dã để đề xuất giảm trong môi trường sống để bảo vệ cừu bởi hơn 50%, từ 844.897 đến 384.410 mẫu Anh (3,419.18 để 1,555.65 km2).